# アンデルマット

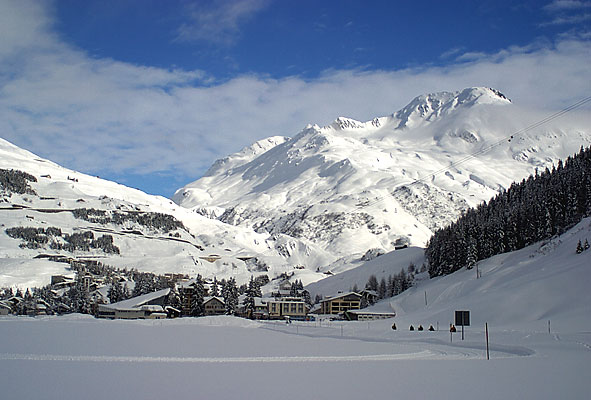
冬のアンデルマット

アンデルマット（Andermatt）あるいはアンダーマットは、スイスのウーリ州にあるアインヴォーナーゲマインデ（基礎自治体）である。人口1,312人、面積62.15平方キロメートル。レアルプ、ホスペンタルと共に、アルトドルフの南22キロメートルに位置するルゼレン谷にある。

## 地理

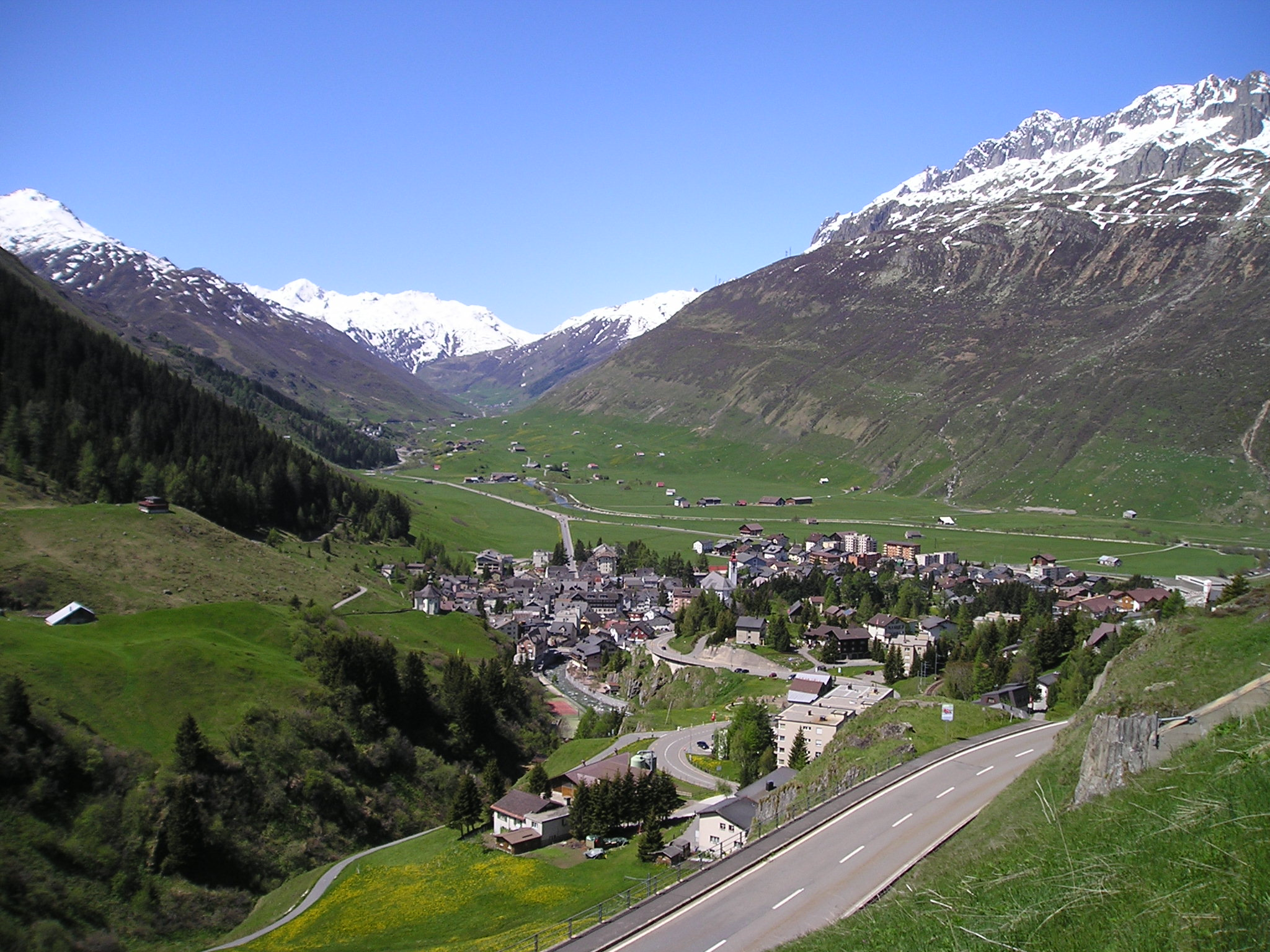
ルゼレン谷とアンデルマット

アンデルマットは、アルプス山脈のレポンティーネアルプスにあるルゼレン谷に位置する。

## 交通
アンデルマットはスイスの南北交通・東西交通が交わる十字路、つまりグラウビュンデン州とヴァレー州、ベルン州とロマンシュ語地域の間に位置している。4つのアルパインパス（アルプスの山道）が交わる場所でもあり、東にオーバーアルプ峠（標高2,044メートル、6,706フィート）、南にゴッタルド峠（同2,108メートル、6,916フィート）、西にレアルプ峠（同1,538メートル、5,046フィート）とフルカ峠（同2,436メートル、7,992フィート） 、北にゲシェナーアルプ峠（同2,435メートル、7,992フィート）を擁する。アンデルマットとゲシュネンの間に位置するロイス谷のシェレネン渓谷には、悪名高い「悪魔の橋」がある。

### 鉄道
マッターホルン・ゴッタルド鉄道（MGB）の駅がある。

## 歴史

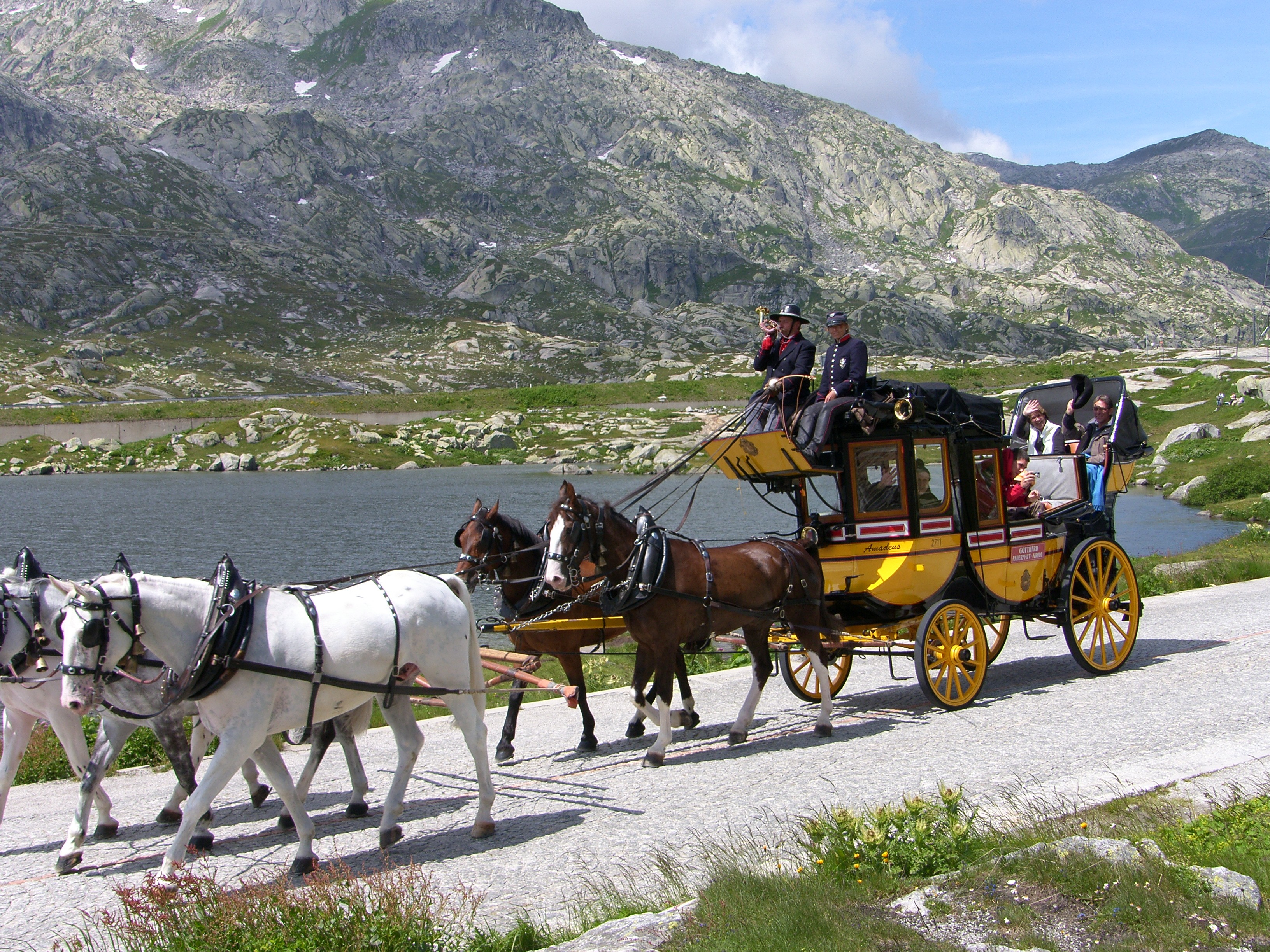
ゴッタルド峠の古い馬車駅

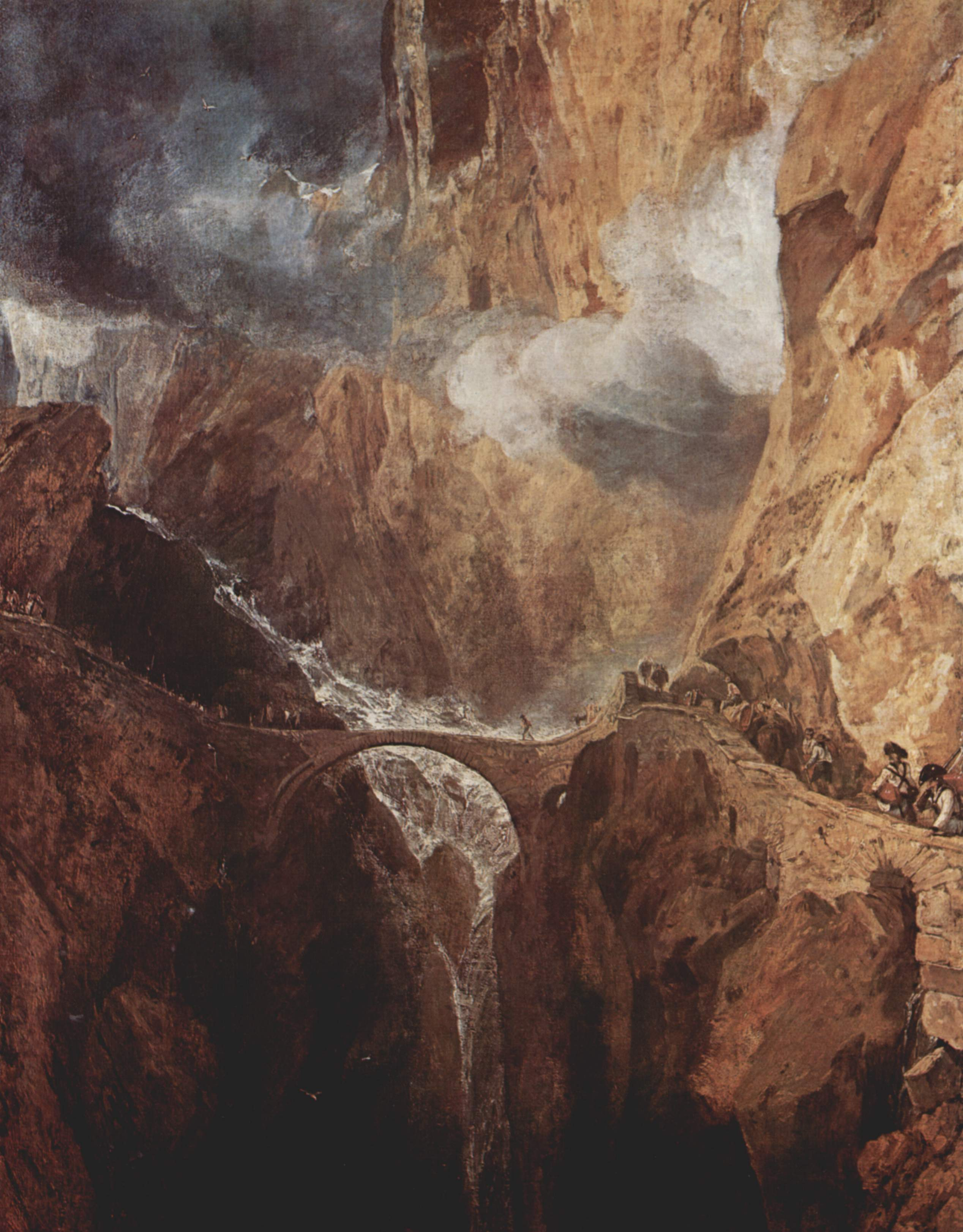
J・M・W・ターナーの描いた悪魔の橋

考古学者の紀元前4000年に至る年代測定によると、新石器時代には既にルゼレン谷に集落があった。ローマ時代には、このアルプス谷にケルト人のヘルウェティイ族が定住していたと考えられている。しかしアンデルマットの起源は、現在のアンデルマットの町がある場所に定住していたヴァルザー民族のアラマン族にのみ求めることができる。
アンデルマットの教会区が歴史上初めて登場するのは、ベネディクト会のディセンティス修道院に土地が寄進された1203年のことである。1649年には、スイス連邦設立に伴う市民立法を反映して、ディセンティス修道院に関する教会の権利は廃止された。
有名な伯爵たちの逃亡（Flight of the Earl）では、イギリスからアルスター（北アイルランド）を奪回すべくスペインへ向かったアイルランドのゲール人伯爵たちが、途中、スイスを通った。1608年の聖パトリックの日、族長たちがアンデルマットの近くの悪名高い悪魔の橋の架かる谷に大量の金貨を落としたと伝えられている。落とされた金貨は今日に至るまで見つかっておらず、「ゴッタルド峠の失われた秘宝」として知られている。
乗合馬車の通行のため、1818年から1831年に渡ってゴッタルド峠が整備された。アンデルマットは峠の前の最後のリゾートとして経済的に繁栄し、人気の温泉街となった。
しかし1881年、町の直下を通りスイス中央部にあるゲシュネンとティチーノ州のアイロロを結ぶゴッタルド鉄道トンネルが開通すると、町は次第に衰退し、繁栄以前の状態に戻った。トンネル工事は何人かのアンデルマット住人である作業員の命を奪った。また作業員によるストライキが軍によって鎮圧され、さらに4人の作業員が死亡した。
1885年以来、アンデルマットはスイス連邦陸軍の駐屯地となった。現在はスイス陸軍の訓練施設になっているが、戦時にはスイス連邦陸軍の司令部となる。
ルゼレン谷の貯水池建設計画は地元住民により否決された。アンデルマットは幾度の雪崩に襲われているが、特に1951年と1975年の冬に起きた雪崩は町のいくつかの住宅地を破壊し、飲み込まれた住宅の住人が死亡した。
2008年2月27日、アンデルマットの古い教会にゲール人伯爵たちのための記念碑が完成し、ノーベル平和賞を受賞したジョン・ヒュームの手によって除幕された。

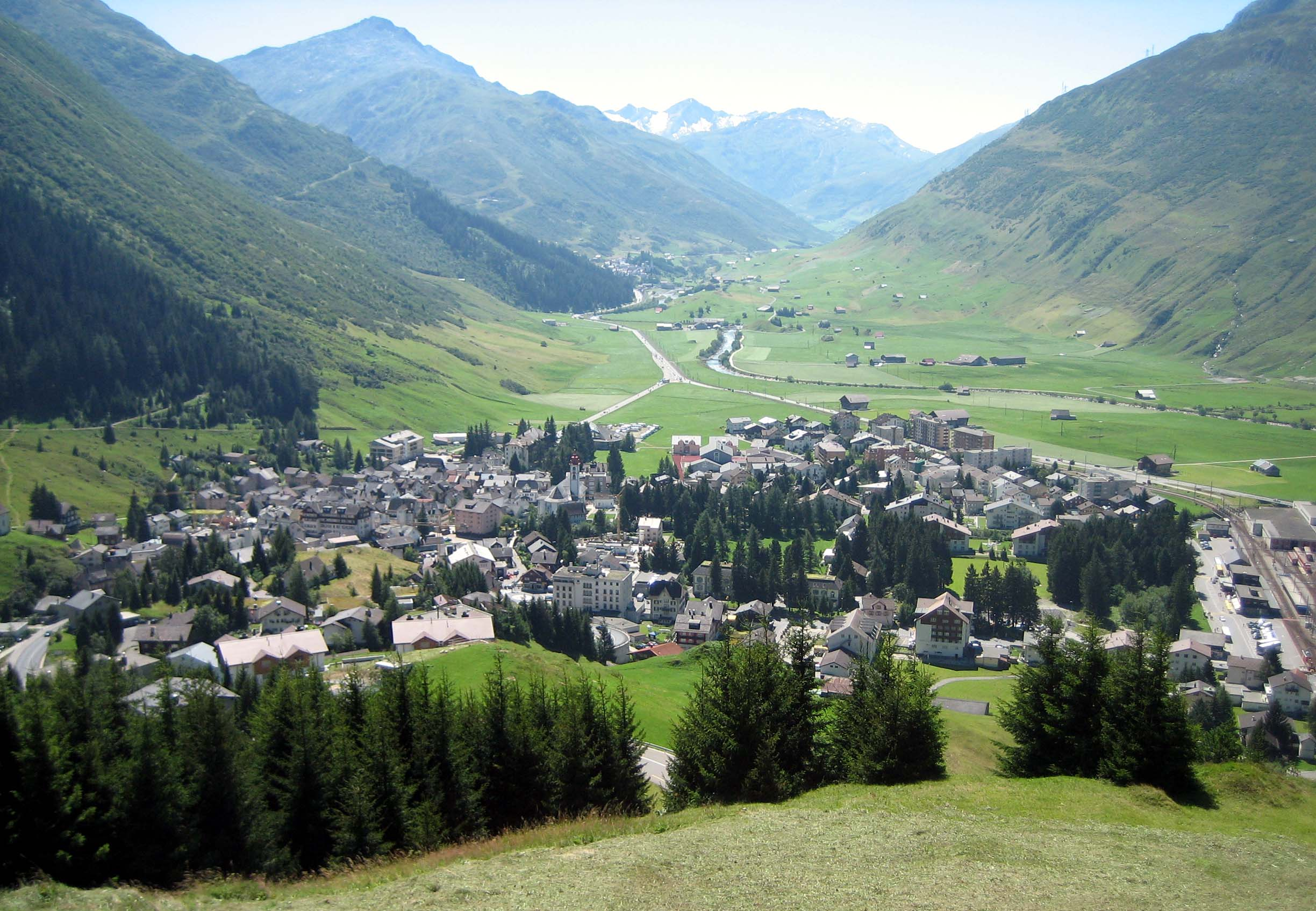
アンデルマット全景
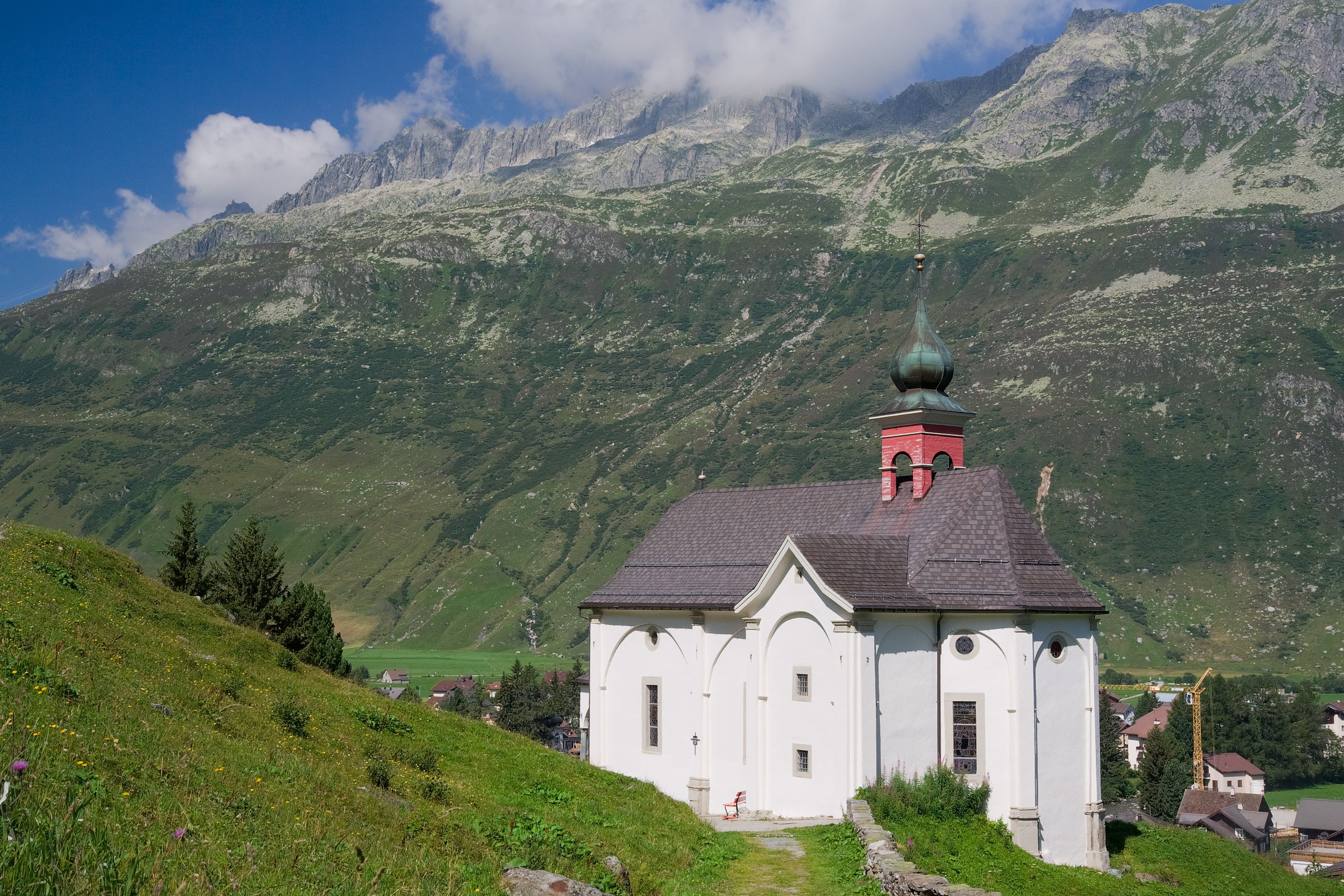
マリアヒルフ教会
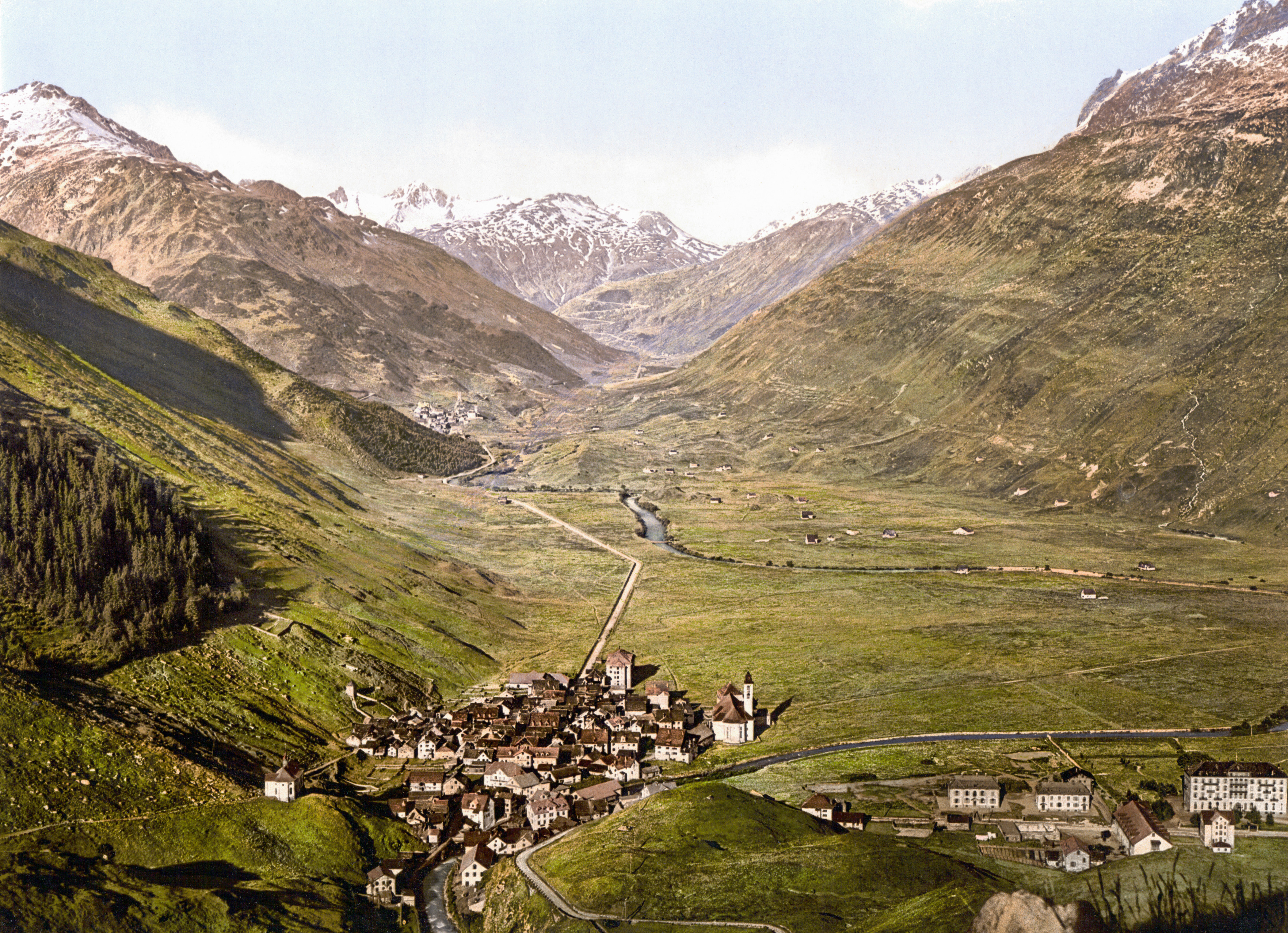
1900年頃のアンデルマットの写真
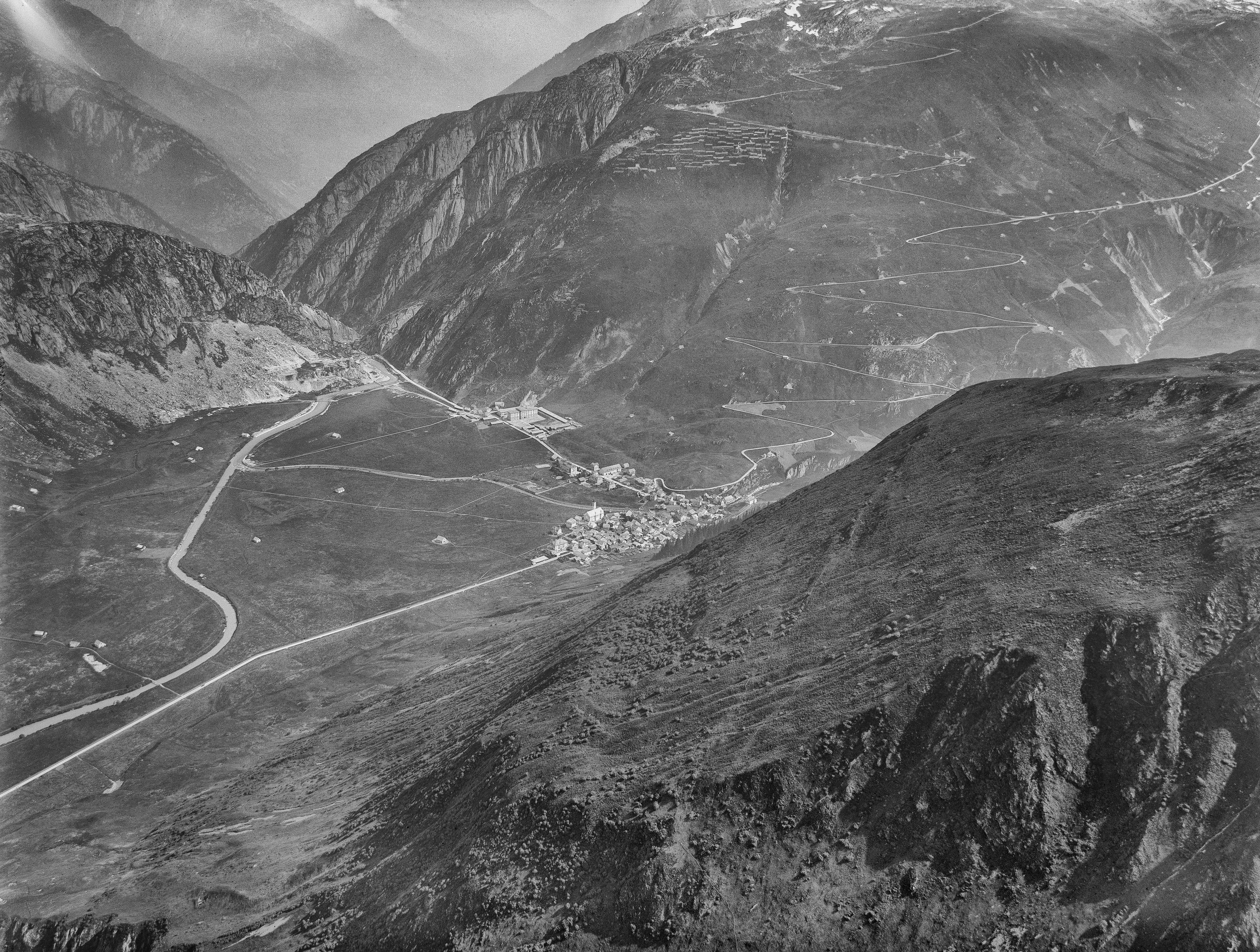
Eduard Spelteriniによる航空写真（1903年頃）
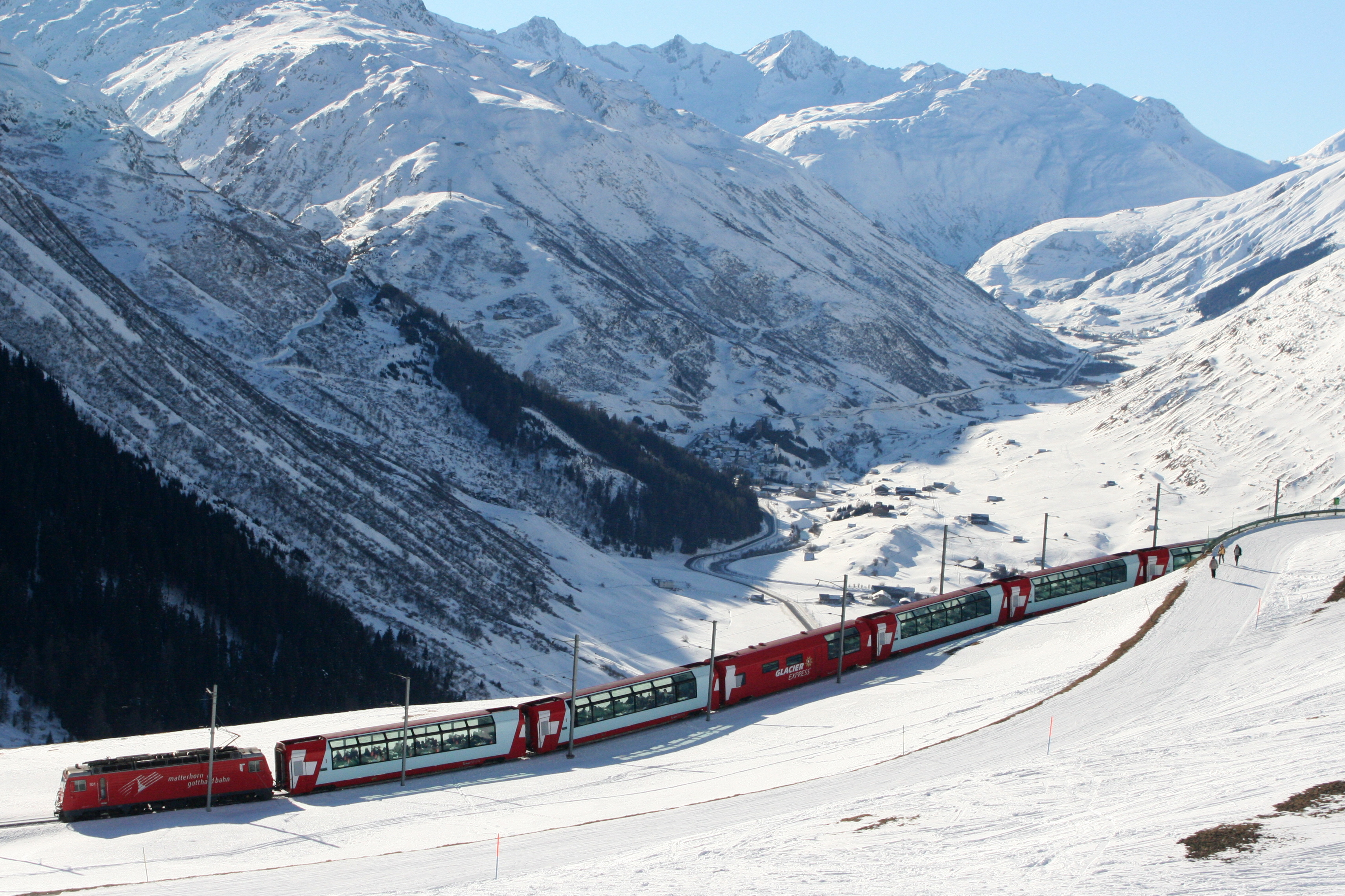
アンデルマット近くの崖を登る氷河急行（オーバーアルプ峠方面）
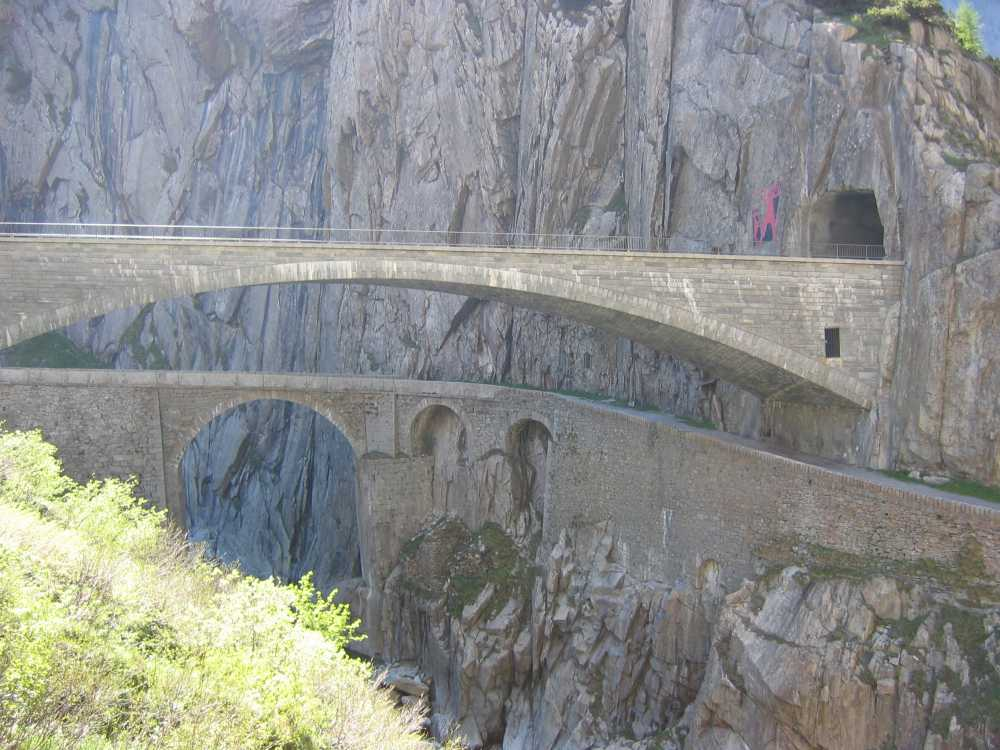
シェレネン渓谷にある悪魔の橋（中央奥）
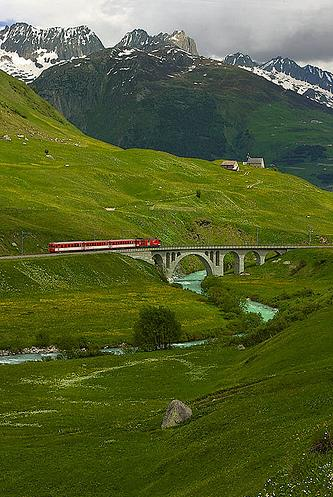
ルゼレン谷（レアルプ-アンデルマット間）